# Artapan d'Alexandrie
Artapan d'Alexandrie ou Artapanos est un historien juif du IIe siècle avant Jésus-Christ auteur d'une Histoire des Juifs qui ne nous est pas parvenue. On ne la connaît que par des citations de deux autres historiens, Eusèbe de Césarée dans la Préparation évangélique IX. 18, 23 et Clément d'Alexandrie dans les Stromates I. 23, 154.
Son nom est aussi mentionné ironiquement par Voltaire, dans son Dictionnaire philosophique, article ABC.
Dans son œuvre, il assimile Moïse au dieu grec Hermès et au dieu égyptien Thot. Artapan semble avoir voulu attribuer aux Hébreux, et plus spécialement à Abraham, Joseph et Moïse, l'origine de certains aspects de la culture égyptienne, tels que l'astronomie, les divisions géographiques du pays (les nomes) et l'écriture hiéroglyphique. Voici comment on identifie le nom qu'il attribue au pharaon qui a élevé Moïse. Écrivant en grec, il l'appelle "Khe-noph-res". La transcription de ce nom en égyptien donne "Kha-nefer-ré" ou "Kha-nofer-ré". Seuls deux pharaons ont porté ce nom. Le premier, appartenant à l'Ancien Empire, est à exclure. Quant à "Khaneferre Sobekhotep IV", il était l'un des plus puissants rois de la 13e dynastie, dont il était le 29e pharaon. Le Canon royal de Turin, liste contenant des noms des pharaons, le mentionne après les rois Sobekhotep III, Neferhotep I, et Sahathor. En ajoutant 45 ans pour arriver à la période de l'Exode, on trouve le 40e roi, qui figure dans la VIIe colonne. Le 13e roi de cette colonne s'appelle Djednéferrê Dudimose. Ce serait donc lui le pharaon de l'Exode. Manetho dit que les Hyksôs sont entrés en Égypte à cette époque, car, à la suite de l'Exode, Égypte s'était affaiblie considérablement.

### Fragments d'Artapan
- Die Fragmente der griechischen Historiker, éd. Jacoby F., Berlin, puis Leyde, depuis 1923, en 16 vol. no 726.

### Études sur Artapan
- Daniel Barbu, « Moïse, l'Égypte et les Juifs : l'Exode selon Artapan », dans Sydney Hervé Aufrère et Frédéric Möri  (dir.), Alexandrie la Divine. Sagesses barbares. Échanges et réappropriation dans l'espace culturel gréco-romain, Genève, La Baconnière, 2016  (ISBN 978-2-940431-48-9), p. 291-312.
- G. Mussies, "The interpretatio judaica of Thoth Hermes", in M. H. Van Voss (dir.), Studies in Egyptian Religion, Leyde, 1982, p. 89-120.
- Marianne Luban, The Exodus Chronicles: Beliefs, Legends & Rumors from Antiquity Regarding the Exodus of the Jews from Egypt, Pacific Moon Publications, Second Edition, 2008.

- (en) Cet article est partiellement ou en totalité issu de l’article de Wikipédia en anglais intitulé « Artapanus of Alexandria » (voir la liste des auteurs).